# David Heath
David Christian Heath (16 de Fevereiro de 1969) é um lutador de wrestling profissional estadunidense, mais conhecido pelos seus ring names Gangrel e Vampire Warrior. Obteve destaque na WWE onde atuou entre 1998 e 2001, sendo manager de The Hardy Boyz e Edge e Christian.

## Carreira no wrestling
- Treinamento em Circuitos Independentes (1988-1992)
- Universal Wrestling Federation (Herb Abrams) (1992)
- All Japan Pro Wrestling (1993)
- United States Wrestling Alliance (1994-1995)
- Extreme Championship Wrestling (1995)
- World Wrestling Federation/Entertainment (1998-2001, 2006)
- Circuitos Independentes (2004-presente)
- Ohio Valley Wrestling (2005)
- Deep South Wrestling (2006-2007)

## Carreira cinematográfica
Heath fez parte do filme "New Porn Order", sobre o ring name de Vampire Warrior. Ele também tentou dirigir um filme chamado "Miami Rump Sharkez 2", porém sem sucesso.

## No wrestling
- Finishers e ataques secundários
  - Impaler DDT
  - Blood spit
  - Boston crab
  - Cradle suplex
  - Multiple running elbow drops
  - Neckbreaker
  - Powerbomb
  - Rear naked choke
  - Side belly to belly suplex
  - STF

- Managers
  - Luna Vachon[2]
  - Bert Prentice
  - Kiara Dillon

- Foi manager de 
  - Edge e Christian
  - The Hardy Boyz

- Temas de entrada
  - Blood de Jim Johnston (WWE)
  - Fangin' and Bangin de OBLIVION! (Circuito independente)

## Títulos e prêmios
- All Pro Wrestling
  - APW Tag Team Championship (1 vez) - with Billy Blade[3]

- All-Star Championship Wrestling
  - ACW Heavyweight Championship (1 vez)

- European Wrestling Promotion
  - Vencedor do EWP Ironman Hardcore Knockout Tournament 2003
  - IPWA Tag Team Championship (2 vezes) - com Rusty Brooks

- Maximum Pro Wrestling
  - MXPW Heavyweight Championship (1 vez)

- NWA Florida
  - NWA Florida Tag Team Championship (1 vez) - com Tom Nash

- Pro Wrestling Illustrated
  - PWI Jovem do Ano (1993)

- Stampede Wrestling
  - Stampede International Tag Team Championship (1 vez) - com Tom Nash

- Tri-State Wrestling Alliance
  - TWA Tag Team Championship (1 vez) - com Blackheart Apocalypse

- United States Wrestling Association
  - USWA Southern Heavyweight Championship (1 vez)

- Outros títulos
  - USWF Tag Team Championship (1 vez) - com Tom Nash